# Денисов, Геннадий Владимирович
Геннадий Владимирович Денисов — советский хозяйственный деятель, Герой Социалистического Труда.

## Биография
Родился в 1928 году на хуторе Шохра. Член КПСС.
В 1947—1951 — военнослужащий Советской армии.
В 1951—1969 — вальщик леса, бригадир малокомплексной лесосечной бригады, мастер Поназыревского леспромхоза, в 1969—1983 — мастер Лопарёвского лесопункта Галичского леспромхоза Министерства лесной, целлюлозно-бумажной и деревообрабатывающей промышленности СССР.
Указом Президиума Верховного Совета СССР от 17 сентября 1966 года присвоено звание Героя Социалистического Труда с вручением ордена Ленина и золотой медали «Серп и Молот».
Депутат Верховного Совета РСФСР 6-го созыва. Делегат XXII съезда КПСС.
Умер в 2002 году в Киришском районе Ленинградской области.

## Награды и звания
- Герой Социалистического Труда (17.09.1966)
- Орден Ленина (17.09.1966)